# Ectoedemia eriki
Ectoedemia eriki là một loài bướm đêm thuộc họ Nepticulidae. Nó được tìm thấy ở Macedonia và mainland Hy Lạp.
Ấu trùng ăn Hypericum olympicum và Hypericum perfoliatum. Chúng ăn lá nơi chúng làm tổ. 